# 1409 Іско
1409 Іско (1409 Isko) — астероїд головного поясу, відкритий 8 січня 1937 року.
Тіссеранів параметр щодо Юпітера — 3,367.